# Zasłonak krępy
Zasłonak krępy, zasłonak grubawy (Cystinarius crassus (Fr.) Niskanen & Liimat.) – gatunek grzybów należący do rodziny zasłonakowatych (Cortinariaceae).

## Systematyka i nazewnictwo
Pozycja w klasyfikacji według Index Fungorum: Cystinarius, Cortinariaceae, Agaricales, Agaricomycetidae, Agaricomycetes, Agaricomycotina, Basidiomycota, Fungi.
Po raz pierwszy opisał go w 1838 r. Elias Fries, nadając mu nazwę Cortinarius crassus. Obecną nazwę nadali mu Tuula Niskanen i Kare Liimatainen w 2022 r.
Synonimy:

- Cortinarius crassus Fr. 1838
- Cortinarius crassus f. agathosmus Rob. Henry 1988
- Cortinarius crassus f. balteatoalbus Rob. Henry 1988
- Cortinarius crassus Fr. 1838 f. crassus
- Cortinarius crassus Fr. 1838 var. crassus 1960
- Cortinarius pseudocrassus var. lathreus Bidaud 2000
- Phlegmacium crassum (Fr.) M.M. Moser 1953[2].

Nazwy polskie podał Andrzej Nespiak w 1975 r. Są niespójne z aktualną nazwą naukową.

## Morfologia
Kapelusz
Średnica 5–14 cm, początkowo półkulisty, potem wypukły, w końcu płasko rozpostarty. Powierzchnia włókienkowata o barwie żółtawobrązowej. Brzeg często falisty.
Blaszki
Dość wąskie i dość gęste, początkowo jasnoszare lub kremowe, potem brązowe, o delikatnych ostrzach.
Trzon
Wysokość do 4–8 cm, grubość 1–2,5 cm, o bulwiasto rozszerzonej podstawie. Powierzchnia pokryta białawymi włókienkami.
Miąższ
Mięsisty, białawy, miejscami brązowawy, bez wyraźnego zapachu i smaku.
Cechy mikroskopijne
Zarodniki migdałkowate, nieregularnie wyprofilowane, drobno brodawkowate, 6,5–8,5 × 4–4,5 μm.

## Występowanie i siedlisko
Występuje w Ameryce Północnej, Europie i Nowej Zelandii. W Europie jest szeroko rozprzestrzeniony, ale rzadki. W Polsce jest rzadki.
Rośnie na ziemi, w lasach liściastych i mieszanych, zwłaszcza pod bukami, brzozami i jodłami. Owocniki wytwarza od sierpnia do października.